# Падіння Берлінського муру
Падіння Берлі́нського муру або Берлінської стіни (нім. Mauerfall), 9 листопада 1989 року стало поворотною подією у світовій історії, сталося падіння Берлінського муру як символа залізної завіси. Це була одна з низки подій, що започаткували падіння комунізму в Центральній та Східній Європі, якій передував Рух Солідарності в Польщі. Падіння внутрішнього німецького кордону відбулося незабаром після цього. Через три тижні на Мальтійському саміті було оголошено про закінчення холодної війни, а в жовтні наступного року відбулося об'єднання Німеччини.

## Передісторія

### Відкриття залізної завіси
Відкриття залізної завіси між Австрією та Угорщиною на Пан'європейському пікніку 19 серпня 1989 року запустило ланцюгову реакцію, в результаті якої Східної Німеччини більше не існувало, а Східний блок розпався. Після пікніка, в основі якого лежала ідея Отто фон Габсбурга перевірити реакцію СРСР і Михайла Горбачова на відкриття кордону, десятки тисяч поінформованих ЗМІ східних німців вирушили до Угорщини. Еріх Хонекер надиктував Дейлі Міррор для Пан'європейського пікніка: "Габсбург розповсюджував далеко в Польщі листівки, в яких східнонімецьких відпочивальників запрошували на пікнік. Коли вони приходили на пікнік, їм давали подарунки, їжу і німецькі марки, а потім переконували їхати на Захід". Керівництво НДР у Східному Берліні не наважилося повністю перекрити кордони власної країни, а СРСР взагалі не відреагували. Таким чином, дуга Східного блоку була зламана.
Після літа 1989 року, до початку листопада біженці знайшли шлях до Угорщини через Чехословаччину або через посольство ФРН у Празі. 30 вересня, після переговорів зі Східною Німеччиною та Радянським Союзом, тодішній міністр закордонних справ Західної Німеччини Ганс-Дітріх Геншер відвідав празьке посольство, щоб особисто повідомити тисячам біженців, що їм дозволено виїхати до Західної Німеччини. Його промова з балкона посольства звучала так: "Wir sind zu Ihnen gekommen, um Ihnen mitzuteilen, dass heute Ihre Ausreise..." ("Ми прийшли до вас, щоб допомогти вам..."). ("Ми прийшли до вас, щоб повідомити вам, що сьогодні ваш від'їзд...") була зустрінута гучними оплесками і радісними вигуками. Наступного дня перші біженці з посольства виїхали з Праги до Баварії".
Спочатку еміграцію толерували через давні домовленості з комуністичним урядом Чехословаччини, що дозволяли вільно перетинати спільний кордон. Однак цей рух людей став настільки масштабним, що спричинив труднощі для обох країн. Крім того, Східна Німеччина намагалася виплачувати борги за зовнішніми запозиченнями; Егон Кренц відправив Александра Шалька-Голодковського безуспішно просити Західну Німеччину про короткострокову позику для виплати відсотків.

### Захист стіни
Берлінський мур складався з двох стін замість однієї. Обидві стіни були заввишки 4 метри, мали довжину 155 кілометрів і були розділені мінним коридором, який називали "смугою смерті".
Стіна ретельно охоронялася і складалася з 302 сторожових веж, за нею стежили охоронці, які мали право стріляти на ураження в будь-кого, хто намагався втекти до Західного Берліну.

### Політичні зміни у Східній Німеччині
18 жовтня 1989 року багаторічний лідер Соціалістичної єдиної партії Німеччини (СЄПН) Еріх Хонекер пішов у відставку на користь Кренца. Хонеккер був серйозно хворий, і ті, хто шукав йому заміну, спочатку були готові дочекатися "природного рішення", але до жовтня переконалися, що політична та економічна ситуація була надто серйозною. Хонеккер схвалив цей вибір, назвавши ім'я Кренца у своїй промові про відставку, а Фолькскамера належним чином обрала його. Хоча Кренц пообіцяв реформи у своїй першій публічній промові, громадськість Східної Німеччини вважала, що він продовжує політику свого попередника. Незважаючи на обіцяні реформи, громадська опозиція продовжувала зростати.
1 листопада Кренц санкціонував відкриття кордону з Чехословаччиною, який був закритий, щоб запобігти втечі східних німців до Західної Німеччини. 4 листопада відбулася демонстрація на Александерплац.
6 листопада Міністерство внутрішніх справ опублікувало проект нових правил пересування, які вносили неначні зміни до правил епохи Хонеккера, залишаючи процес затвердження непрозорим і зберігаючи невизначеність щодо доступу до іноземної валюти. Проект розлютив громадян, а мер Західного Берліна Вальтер Момпер назвав його "повним сміттям". Сотні біженців заповнили сходинки посольства НДР у Празі, розлютивши чехословаків, які погрожували перекрити східнонімецько-чехословацький кордон.
7 листопада Кренц схвалив відставку прем'єр-міністра Віллі Штофа та двох третин Політбюро. Однак, Кренц був одноголосно переобраний на посаду генерального секретаря Центральним комітетом.

### Нова східнонімецька імміграційна політика
19 жовтня Кренц звернувся до Герхарда Лаутера з проханням розробити проект нової імміграційної політики. Лаутер був колишнім офіцером народної поліції. Після швидкого просування по службі він нещодавно отримав посаду в Міністерстві внутрішніх справ ("Home Office" / "Department of the Interior") як керівник відділу, відповідального за видачу паспортів та реєстрацію громадян.
На засіданні Політбюро 7 листопада було прийнято рішення про негайне введення в дію частини проекту правил пересування, що стосувалася постійної еміграції. Спочатку Політбюро планувало створити спеціальний пункт перетину кордону біля Ширндінга спеціально для цієї еміграції. Однак чиновники Міністерства внутрішніх справ і бюрократи Штазі, відповідальні за розробку нового тексту, дійшли висновку, що це неможливо, і розробили новий текст, який стосувався як еміграції, так і тимчасових поїздок. Він передбачав, що громадяни Східної Німеччини можуть звертатися за дозволом на виїзд за кордон без необхідності відповідати попереднім вимогам для таких поїздок. Щоб полегшити труднощі, Політбюро на чолі з Кренцом 9 листопада вирішило дозволити біженцям виїжджати безпосередньо через контрольно-пропускні пункти між Східною і Західною Німеччиною, в тому числі між Східним і Західним Берліном. Пізніше того ж дня міністерська адміністрація змінила цю пропозицію, включивши до неї можливість приватних поїздок в обидва боки. Нові правила мали набути чинності наступного дня.

### Події

#### Публічні заяви
Оголошення постанов, що призвели до падіння Стіни, відбулося на годинній прес-конференції під керівництвом Гюнтера Шабовскі, лідера партії у Східному Берліні та головного речника уряду, яка розпочалася о 18:00 за центральноєвропейським часом 9 листопада і транслювалася в прямому ефірі на східнонімецькому телебаченні та радіо. До Шабовскі приєдналися міністр зовнішньої торгівлі Герхард Бейль та члени Центрального комітету Хельга Лабс і Манфред Банащак.
Шабовський не брав участі в обговоренні нових правил і не був повністю поінформований про них. Незадовго до прес-конференції йому передали записку від Кренца, в якій повідомлялося про зміни, але не було надано жодних подальших інструкцій щодо того, як поводитися з цією інформацією. У тексті зазначалося, що громадяни НДР можуть звертатися за дозволом на виїзд за кордон без необхідності відповідати попереднім вимогам для таких поїздок, а також дозволялася постійна еміграція між усіма пунктами перетину кордону - в тому числі між Східним і Західним Берліном.
О 18:53, наприкінці прес-конференції, Ріккардо Ерман з "ANSA" запитав, чи не був проект закону про поїздки від 6 листопада помилкою. Шабовський дав заплутану відповідь, в якій стверджував, що це було необхідно, оскільки Західна Німеччина вичерпала свою здатність приймати втікачів зі Східної Німеччини, а потім згадав про передану йому записку і додав, що було розроблено нове положення, яке дозволяє постійну еміграцію при будь-якому перетині кордону. Це викликало ажіотаж у залі; серед кількох запитань одночасно Шабовський висловив здивування, що журналісти досі не бачили цього розпорядження. Після цього репортер, чи то Ерман, чи то репортер з "Bild-Zeitung" Петер Брінкманн, обидва з яких сиділи в першому ряду на прес-конференції,запитав, коли розпорядження набуде чинності. Після кількох секунд вагань Шабовський відповів: "Наскільки мені відомо, воно набуває чинності негайно, без затримок" (нім.: "Das tritt nach meiner Kenntnis ... ist das sofort ... unverzüglich"). Дуже важливо, що журналіст запитав, чи поширюється ця постанова також на переходи до Західного Берліну. Шабовський знизав плечима і зачитав пункт 3 записки, який це підтвердив.
Після цього обміну думками Деніел Джонсон з "The Daily Telegraph" запитав, що цей закон означає для Берлінського муру. Шабовський застиг, перш ніж зробити плутану заяву про те, що стіна пов'язана з більш широким питанням роззброєння. Потім він швидко закінчив прес-конференцію о 19:00, коли журналісти поспішили покинути зал.
Після прес-конференції Шабовський дав інтерв'ю ведучому NBC News Тому Брокау, в якому повторив, що східні німці зможуть емігрувати через кордон і що відповідні правила набудуть чинності негайно.

#### Поширення новини
Новина почала поширюватися негайно: о 19:04 західнонімецьке агентство "Deutsche Presse-Agentur" випустило бюлетень, в якому повідомлялося, що громадяни Східної Німеччини зможуть "негайно" перетнути внутрішній німецький кордон. Уривки з прес-конференції Шабовського транслювалися в двох головних новинних програмах Західної Німеччини того вечора - о 19:17 в програмі ZDF "Heute", яка вийшла в ефір по завершенні прес-конференції, і в головному сюжеті о 20:00 в програмі ARD "Tagesschau". Оскільки ARD і ZDF транслювали майже на всю Східну Німеччину з кінця 1950-х років, то вони мали набагато більшу аудиторію, ніж східнонімецькі канали, і були прийняті східнонімецькою владою, саме так більшість населення почула новини. Пізніше того ж вечора в програмі "Tagesthemen" на ARD ведучий Ганс Йоахім Фрідріхс проголосив: "9 листопада - історичний день. НДР оголосила, що віднині її кордони відкриті для всіх. Ворота в Стіні відчинені навстіж".
У 2009 році Ерман стверджував, що йому зателефонував член Центрального комітету і закликав запитати про закон про поїздки під час прес-конференції, але Шабовскі назвав це абсурдом. Пізніше Ерман відмовився від цієї заяви в інтерв'ю австрійському журналісту в 2014 році, визнавши, що його співрозмовником був Гюнтер Пьотшке, голова східнонімецького інформаційного агентства ADN, і він лише запитував, чи буде Ерман присутній на прес-конференції.

#### Молитва за мир у церкві святого Миколая
Незважаючи на політику державного атеїзму в Східній Німеччині, християнський пастор Крістіан Фюрер регулярно зустрічався зі своєю паствою в церкві Святого Миколая для молитви, починаючи з 1982 р. Протягом наступних семи років громада церкви зростала, незважаючи на те, що влада забарикадувала прилеглі вулиці, а після богослужінь проходили мирні марші зі свічками.Таємна поліція погрожувала смертю і навіть напала на деяких учасників маршу, але натовп все одно продовжував збиратися. 9 жовтня 1989 року поліція і армійські підрозділи отримали дозвіл на застосування сили проти присутніх, але це не завадило проведенню богослужіння і маршу, який зібрав 70 000 осіб і на якому не пролунало жодного пострілу.

#### Скупчення людей на кордоні
Почувши трансляцію 9 листопада, східні німці почали збиратися біля Стіни, на шести контрольно-пропускних пунктах між Східним і Західним Берліном, вимагаючи, щоб прикордонники негайно відкрили ворота. Здивовані і пригнічені прикордонники зробили багато телефонних дзвінків своєму керівництву з приводу цієї проблеми. Спочатку їм наказали знайти "найагресивніших" людей, які зібралися біля воріт, і поставити в їхні паспорти спеціальний штамп, який забороняв їм повертатися до Східної Німеччини - фактично, позбавляв їх громадянства. Однак тисячі людей все ще вимагали, щоб їх пропустили, "оскільки Шабовський сказав, що ми можемо".Незабаром стало зрозуміло, що ніхто з представників східнонімецької влади не візьме на себе особисту відповідальність за віддання наказів про застосування смертоносної сили, тому солдати, яких було значно більше, не мали можливості стримати величезний натовп східнонімецьких громадян. Мері Еліс Саротт у статті в "Вашингтон Пост" 2009 року охарактеризувала низку подій, що призвели до падіння Стіни, як нещасний випадок: "Одна з найбільш знакових подій минулого століття була, по суті, нещасним випадком, напівкомічною і бюрократичною помилкою, яка завдячує не стільки західним ЗМІ, скільки течіям історії".

#### Відкриття кордонів
Нарешті, о 22:45 (за іншими даними, о 23:30) 9 листопада Гаральд Єгер, командир прикордонного переходу на Борнхольмерштрассе, здався, дозволивши охоронцям відкрити контрольно-пропускні пункти і пропускати людей майже без перевірки документів. Коли Ossi (східні німці) прорвалися всередину, їх зустріли Wessi (західні німці) з квітами і шампанським серед дикої радості. Незабаром після цього натовп західноберлінців вистрибнув на вершину стіни, до них незабаром приєдналася східнонімецька молодь. Вечір 9 листопада 1989 року відомий як ніч падіння стіни.
Інший пункт перетину кордону на півдні, можливо, був відкритий раніше. Розповідь Хайнца Шефера вказує на те, що він також діяв незалежно і наказав відкрити ворота на Вальтерсдорф-Рудов на кілька годин раніше. Це може пояснити повідомлення про появу східних берлінців у Західному Берліні раніше, ніж було відкрито прикордонний перехід на Борнхольмерштрассе.

#### Офіційне знесення
13 червня 1990 року східнонімецькі прикордонні війська офіційно розпочали демонтаж стіни,почавши з вулиці Бернауерштрассе та району Мітте. Звідти знесення продовжилося через Пренцлауер-Берг/Гезундбруннен, Хайлігензее і по всьому Берліну до грудня 1990 року. За оцінками прикордонних військ, в результаті знесення було утворено близько 1,7 мільйона тонн будівельного сміття. За неофіційною версією, знесення Борнгольмерштрассе розпочалося через будівельні роботи на залізниці. До робіт було залучено загалом 300 прикордонників НДР, а після 3 жовтня 1990 року - 600 піонерів Бундесверу. Вони мали 175 вантажівок, 65 кранів, 55 екскаваторів і 13 бульдозерів. Практично кожна дорога, яка була розірвана Берлінським муром, кожна дорога, яка колись з'єднувала Західний Берлін зі Східним Берліном, була реконструйована і знову відкрита до 1 серпня 1990 року. Лише в Берліні було демонтовано 184 км (114 миль) стіни, 154 км (96 миль) прикордонного паркану, 144 км (89 миль) сигнальних систем і 87 км (54 миль) загороджувальних ровів. Залишилося шість ділянок, які мали бути збережені як меморіал. Різні військові підрозділи демонтували прикордонну стіну між Берліном і Бранденбургом, завершивши роботу в листопаді 1991 року. Пофарбовані сегменти стіни з художньо цінними мотивами були виставлені на аукціони в 1990 році в Берліні та Монте-Карло.
1 липня 1990 року, в день, коли Східна Німеччина прийняла західнонімецьку валюту, весь прикордонний контроль де-юре припинився, хоча міжнімецький кордон за деякий час до цього втратив сенс. Знесення стіни було завершено в 1994 році.
Падіння стіни стало першим важливим кроком на шляху до об'єднання Німеччини, яке формально завершилося лише через 339 днів, 3 жовтня 1990 року, розпадом Східної Німеччини та офіційним возз'єднанням німецької держави на демократичних засадах, передбачених Основним законом ФРН.

## Галерея

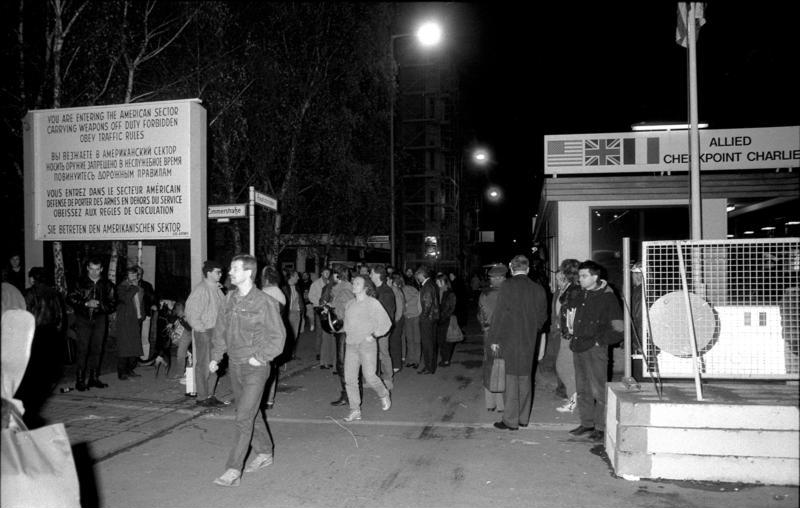
Хода через КПП «Чарлі», 10 листопада 1989.
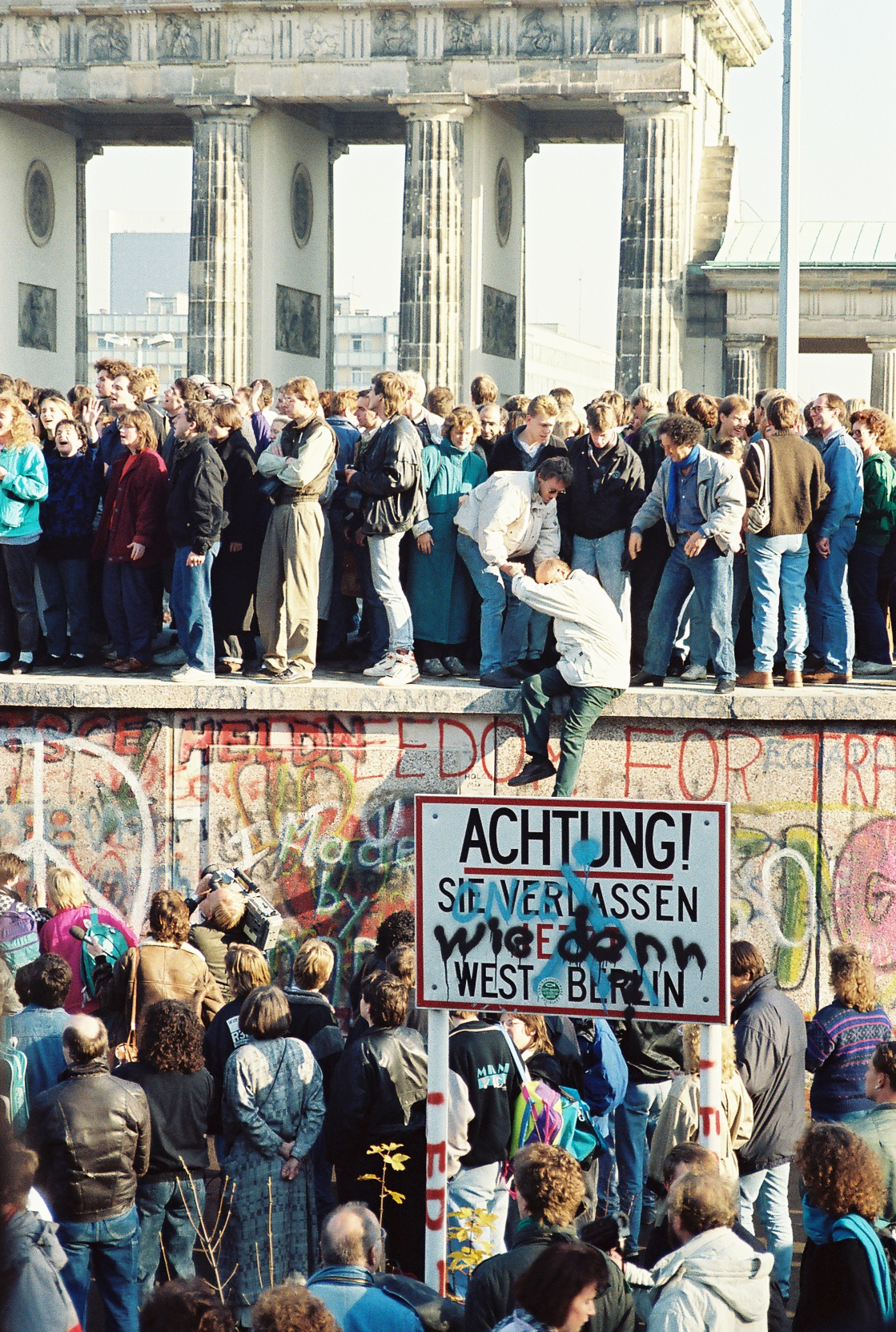
Біля Бранденбурзьких воріт, 10 листопада 1989.
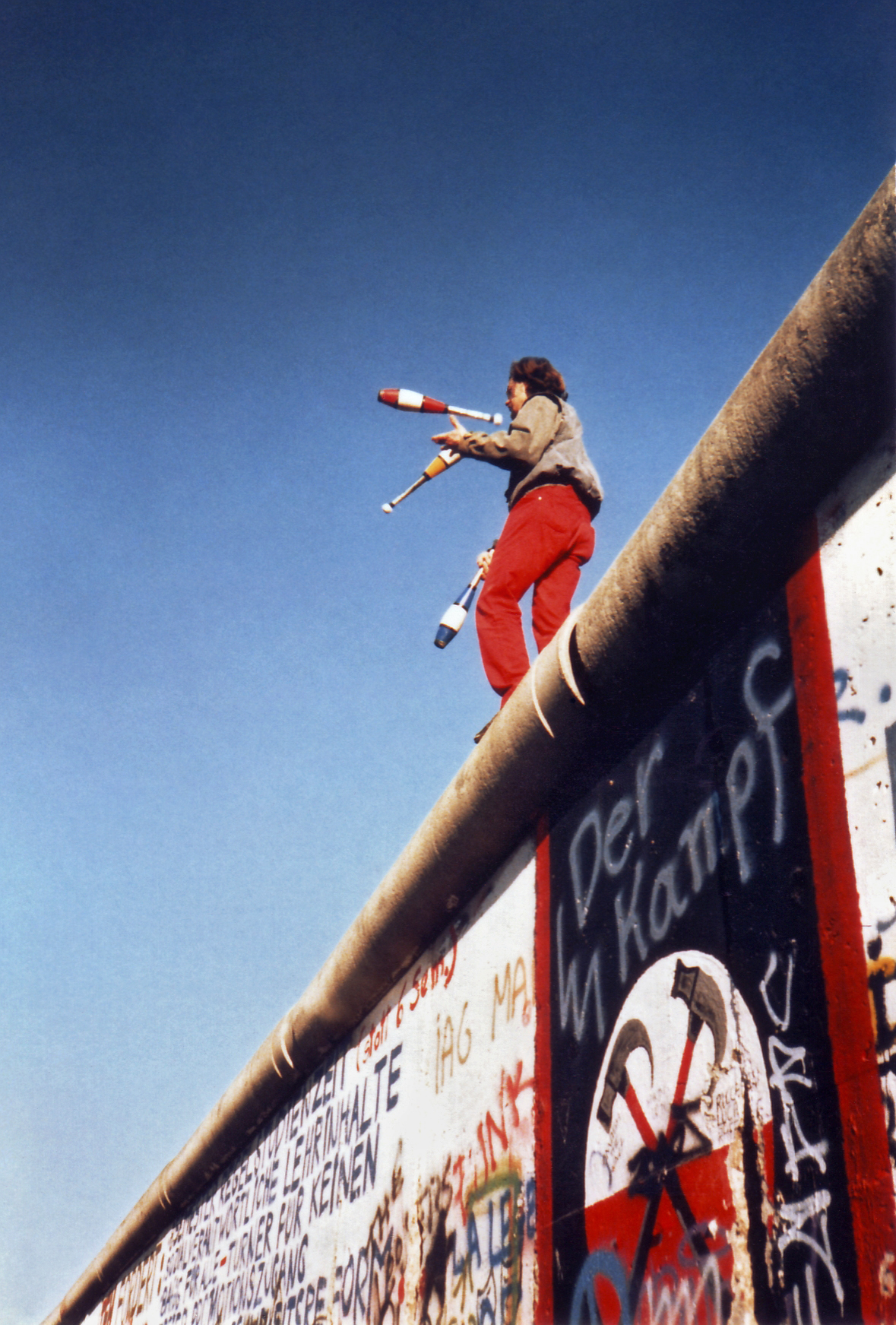
Жонглювання на Мурі 16 листопада 1989.
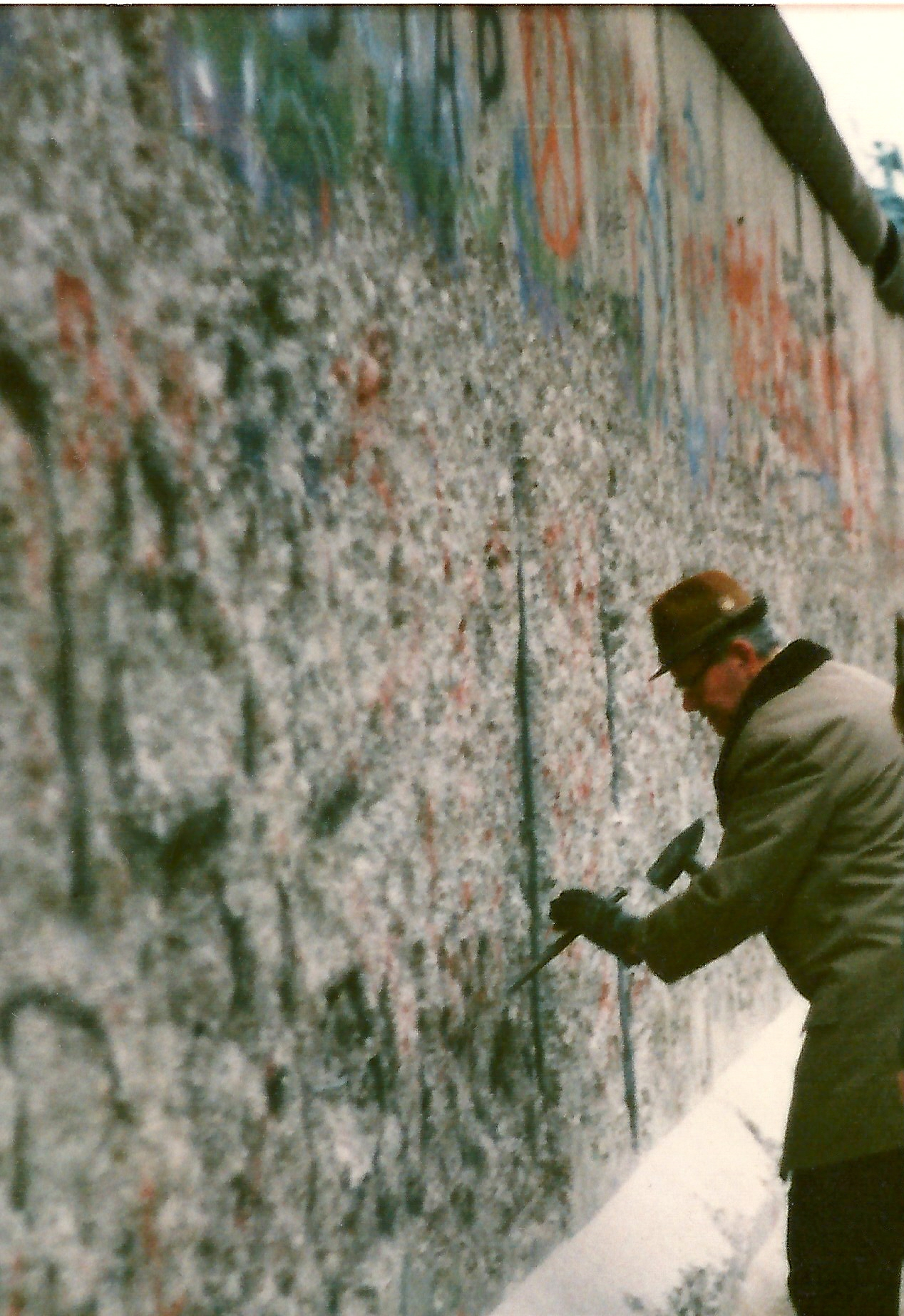
Викарбування на Мурі (Листопад 1989)
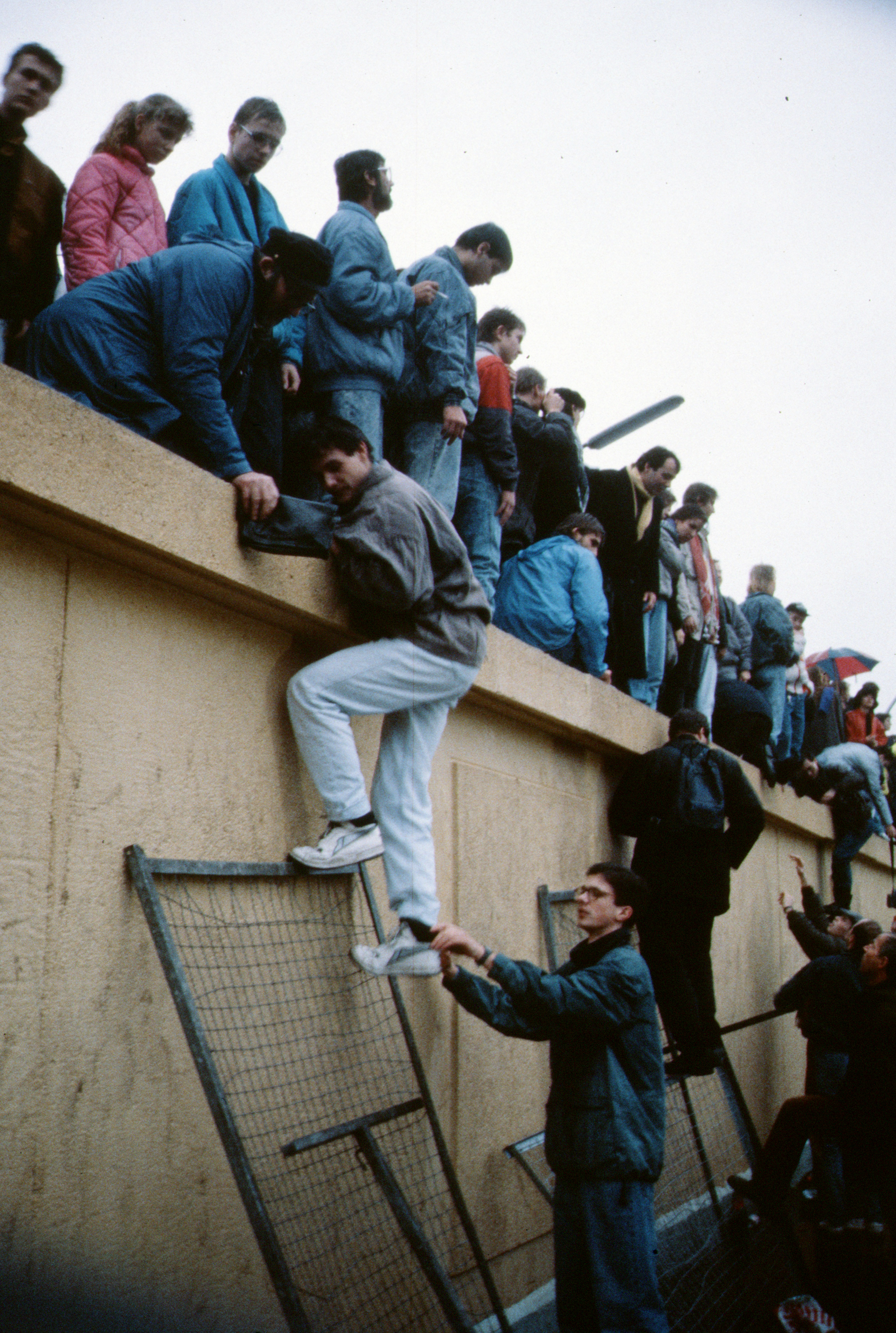
Падіння Муру (Листопад 1989)
- Святкування на пункті пропуску в Любеку.